# Hans Juretschke
Hans Juretschke Meyer (Osnabrück, 11 de septiembre de 1909-Madrid, 16 de junio de 2004) fue un hispanista alemán, considerado uno de los grandes conocedores de la España de los siglos XVIII y XIX. Se instaló en España, donde se convertiría en catedrático de la Universidad Complutense.

## Biografía
Nació en Osnabrück en 1909. Realizó estudios en las universidades de Heidelberg y Bonn, donde sería discípulo del romanista Ernst Robert Curtius. Entre 1933 y 1935 fue miembro de la milicia nazi, el Sturmabteilung (SA), y posteriormente estuvo afiliado a la Asociación Nacionalsocialista de Docentes (NSLB).
Se trasladó a la España franquista tras el estallido de la Segunda Guerra Mundial, y desde 1941 se convirtió en profesor de la Universidad Central de Madrid. Agente de la propaganda nazi, llegaría a desempeñar el puesto de jefe adjunto del departamento de cultura de la embajada alemana en Madrid. Debido a su profundo catolicismo, Juretschke contaba con la complicidad de algunos elementos en la Falange y entre la intelectualidad de la época; esto sería algo que la diplomacia alemana emplearía en su beneficio. En 1947 fue uno de los 104 agentes nazis reclamados por el Consejo de Control Aliado a la España franquista, si bien no llegó a ser deportado.
Fue académico de la Reial Acadèmia de Bones Lletres de Barcelona desde 1972 y correspondiente de la Real Academia Española desde 1989 y estuvo entre los que fundaron en 1974 el Instituto Universitario de Lenguas Modernas y Traductores de la Universidad Complutense de Madrid, la primera institución española que formó profesionales de la traducción. Colaboró en 1945 con el Instituto Nebrija y con el Consejo Superior de Investigaciones Científicas (CSIC) desde 1946 hasta 1974, año en que abandonó esta actividad por incompatibilidad con su trabajo como profesor en la Universidad Complutense de Madrid. 
En el CSIC fundó y dirigió el Centro de Información y Documentación Científica y en la Universidad Complutense ejerció como catedrático de Historia de la Literatura Alemana. También dirigió la Sociedad Görres o Goerres de la Fundación Deutsche Stiftung de Madrid y su Biblioteca Görresiana, en cuyo seno dirigió la publicación, ayudado por el profesor de la Universidad de Colonia Hans Otto Kleinmann, de los (hasta al menos en 1993) 17 volúmenes de Despachos de los representantes diplomáticos de la corte de Viena acreditados en Madrid con el concurso del CSIC (Madrid, 1970-), vasto esfuerzo en el que se compilan todo tipo de curiosidades, desde el intrascendente comienzo del adoquinado de las calles de Madrid (27 luí. 1761), rutinarias noticias cotidianas sobre el estado de salud de los miembros de la corte, indisposiciones de las reinas, fiestas y cacerías reales; noticias de carácter político-social: retorno a Alemania de los desilusionados colonos de Sierra Morena, etc. Y, por supuesto, todo tipo de noticias de política exterior: conflictos bélicos y pendencias económicas con las potencias vecinas rivales. Entre los Despachos, como es lógico, encontramos también ejemplos de informes de gran valor documental histórico, tal es el caso de los Escritos inoficiales del Secretario de Legación PP. Giusti, sobre los que escribe, muy acertadamente, el propio
editor: «Sus estudios en forma de ensayos intentan aprehender el fondo intelectual y
social, mostrar los fundamentos históricos, intentos que según la moda de entonces,
ya anticipan al igual que Montesquieu, Herder o Feijóo el concepto de carácter nacional» (T. XIII, p. XVI). Juretschke formó además parte del consejo editorial de la revista Hispania Sacra. 
Estudió principalmente los orígenes del Romanticismo en España; según él, éste es una teoría literario-cultural que predica el regreso a los orígenes de los pueblos y está destinado a guiar un pensamiento que se ve confrontado con una grave crisis existencial, al fracasar con la Guerra de la Independencia las instituciones españolas. Esta teoría, fundamentada en Herder, recogida por el erudito Agustín Durán y por el historiador Milá y Fontanals e ilustrada para Juretschke por Goya, hizo del romanticismo español una "corriente nacional que alcanzó todos los órdenes de la vida" y cuyas huellas perduran hoy día en "el sentimiento antifrancés de parte de la sociedad española y en la concepción de que el pueblo lo es todo y el Gobierno muy poca cosa". Fue un fenómeno tardío, influido por los modelos literarios ingleses y las teorías alemanas y contradictorio, al escindirse hacia la década de los años treinta en un romanticismo conservador y católico y otro liberal. La indecisión de los españoles entre estas dos concepciones hizo que posteriormente se abandonase el término romanticismo y se sustituyera por una especie de popularismo. Tradujo y editó las Obras selectas de Friedrich Schlegel (1983) y elaboró una nueva edición de Obras completas de Juan Donoso Cortés para la Biblioteca de Autores Cristianos (1946). Sus propias Obras completas aparecieron con el título de España y Europa: Estudios de crítica cultural: obras completas de Hans Juretschke (Madrid: Editorial Complutense, 2001)

## Obras
- Die Generación von 1898 in Spanien (1934, traducida al español como La Generación del 98, su proyección crítica e influencia en el extranjero, 1948)
- España ante Francia (1940)
- Vida, obra y pensamiento de Alberto Lista (1951)
- Origen doctrinal y génesis del romanticismo español, 1954
- Menéndez Pelayo y el Romanticismo (1956)
- Los afrancesados en la guerra de la Independencia: su génesis, desarrollo y consecuencias históricas (Madrid: Ediciones Rialp, 1962)
- La época del Romanticismo (1808-1874) (Madrid: Espasa-Calpe, 1989, 2 vols., en la Historia de España de Menéndez Pidal).
- Federico Schlegel: Una interpretación a la luz de la edición critica de sus obras con especial consideración de sus relaciones hispánicas, 1973.
- España y Europa: Estudios de crítica cultural: obras completas de Hans Juretschke (Madrid: Editorial Complutense, 2001)